# Lasiocercis subbigibboides
Lasiocercis subbigibboides là một loài bọ cánh cứng trong họ Cerambycidae.